# Jan Kerouac
Janet Michelle "Jan" Kerouac (Albany, Nueva York, 16 de febrero de 1952 - Albuquerque, Nuevo México, 5 de junio de 1996) fue una escritora estadounidense, única hija del escritor Jack Kerouac, perteneciente a la generación beat, y Joan Haverty, su segunda esposa. Escribió tres libros de corte autobiográfico, de los que el más conocido es Baby Driver.

## Biografía
Jan Kerouac nació el 16 de febrero de 1952, cuando sus padres llevaban ya meses separados. Desde que Jack se enteró del estado de Joan, quiso que abortara, a lo que ella se negó. Durante los ocho primeros años de vida de Jan, su madre luchó fuertemente por el reconocimiento de la paternidad de la niña, hasta que Jack cedió a someterse a las pruebas que verificarían el parentesco. El resultado fue positivo. 
La biógrafa Anne Charters, en su libro ‘Kerouac: a biography’, sugiere que pese a que el escritor nunca afirmó en público que Jan era su hija sí que lo hizo en la esfera privada, en algunas cartas que escribió a su amigo y colega de generación Allen Ginsberg. También lo aseguraron otros miembros de la generación beat, como Ruth Weiss en su poema ‘Postal 1995’, donde escribe “Y JACK KEROUAC está por todo/ su hija JAN KEROUAC heredó su frente/ y a lo que se enfrentó”.

### Infancia
Durante toda su infancia, Kerouac viajó con su madre por varios lugares de Estados Unidos, junto a sus hermanas Sharon y Katherine Bowers y su hermano David Stuart. A menudo vivían en situación de pobreza e inestabilidad tanto económica como social, cambiando de colegios de forma habitual. La propia Jan lo relató en una conversación con un periodista de The New York Times en 1987. “Nunca tuve una educación real. Mi madre nos hacía mudarnos mucho. Estábamos en asistencia social. No teníamos dinero. Yo tenía 6 años y robé de la caja de pobres de la iglesia. Pensé que era para nosotros porque lo necesitábamos. Nunca fui a la universidad”. 
Pese a todo, Jan Kerouac siempre alabó la figura de su madre. "Nuestra madre siempre nos había guiado como a patitos en los malos tiempos y en los buenos, sin ayuda de nadie, de ninguno de nuestros padres, y la admirábamos por ello", escribió en su libro Baby Driver.

### Adolescencia

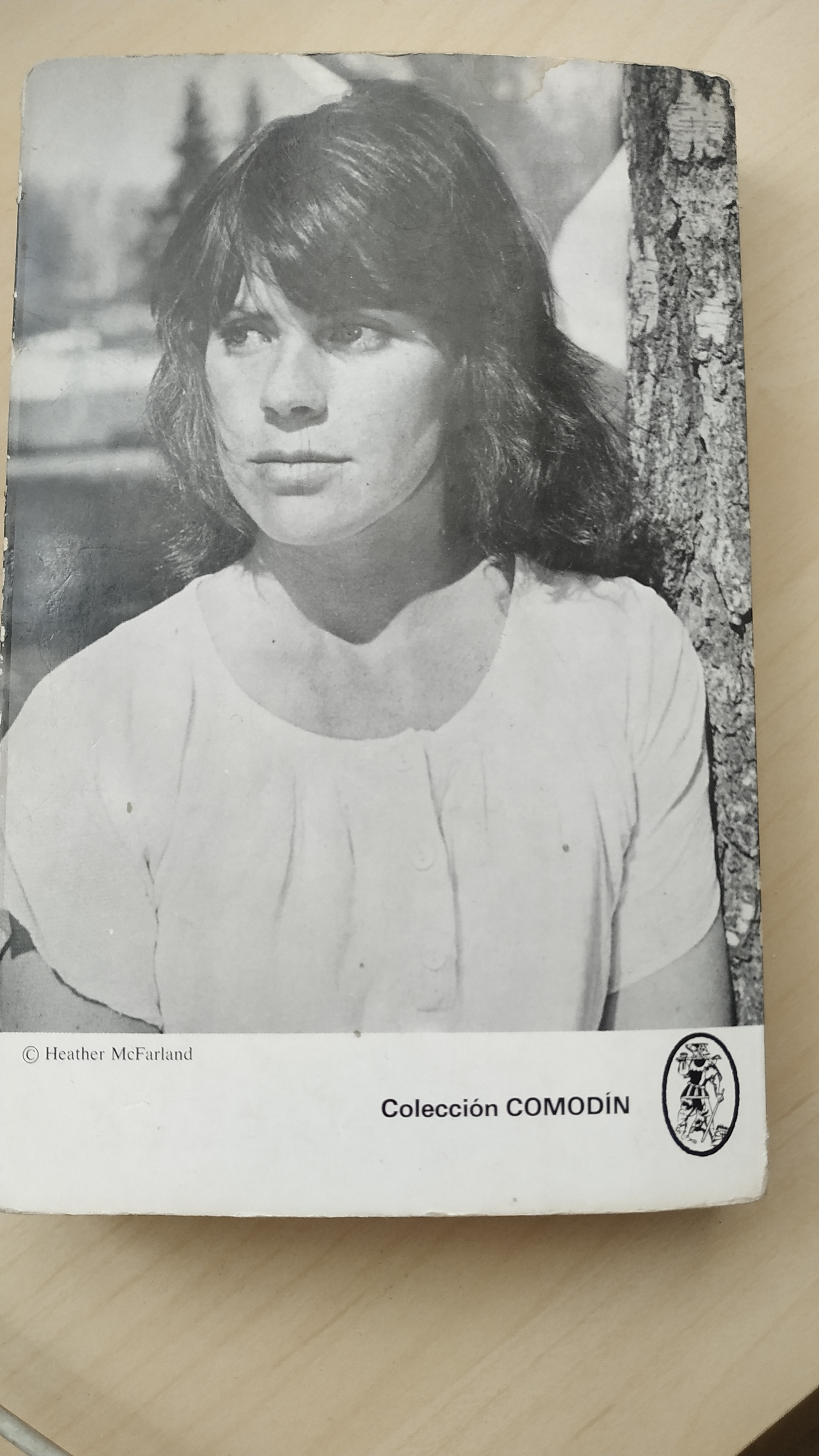
Contraportada del libro 'Una chica en la carretera'

Siguiendo la estela de su padre, a los 12 años Jan Kerouac ya salía con chicos mucho más mayores que ella, era consumidora habitual de drogas e incluso llegó a prostituirse ocasionalmente y a conocer las instituciones penitenciarias de Nueva York. A los 15 años se quedó embarazada por primera vez y, junto a su pareja, John, decidió viajar a México para vivir allí una temporada y conocer uno de los países en el que también había vivido su padre. Antes de partir, viajó a Lowell, donde se encontró con su padre por segunda y última vez en su vida -la primera fue para realizar la prueba de paternidad-. Ella misma cuenta esta experiencia tanto en su libro autobiográfico como en diversas entrevistas. 
"Solo vi a mi padre dos veces, cuando era niña y cuando tenía 15 años. Mi novio y yo lo vimos en Lowell. Dijo que podría usar su nombre si alguna vez publicaba algo. Tuvimos que irnos porque su madre se molestó. Estaba embarazada. Perdí al bebé en México. He tenido cinco abortos espontáneos desde entonces", contaba a Ernest Hebert en la conversación que publicaría años después de la muerte de Jan en The New York Times. Pese a la atracción que sentía por la vida de su padre, se refiere a él en numerosas ocasiones como 'el famoso borracho', e incluso se augura a sí misma un futuro parecido al de su padre. "Y luego, dentro, mu cheque mensual de mantenimiento: el mínimo de cincuenta y dos dólares, autografiado por el famoso borracho en persona. Algún día puede que vuelva y le vea, y tal vez seamos compañeros de trago...".
Según algunas fuentes, al finalizar esta visita a Kerouac en Lowell, el escritor le dijo "Utiliza mi nombre. Y escribe un libro". Eso haría. El escritor murió poco después, en 1969, cuando Jan tenía 17 años. 

### Edad adulta y publicaciones

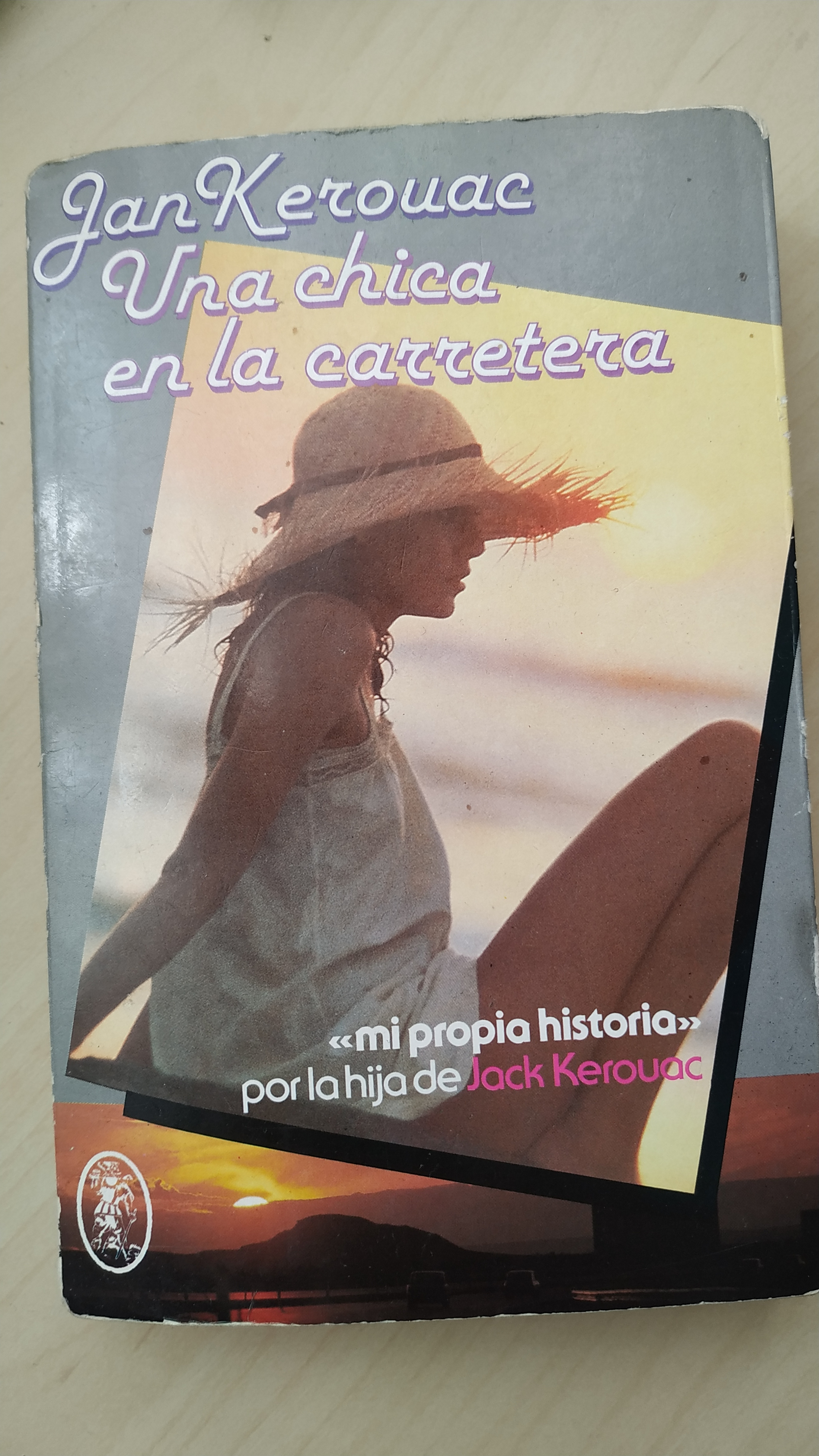
Portada del libro 'Una chica en la carretera'.

Tras la vuelta de sus viajes comenzó a escribir. En 1982, con 30 años, publicó su primer libro, Baby Driver (traducido al castellano como Una chica en la carretera), en el que contó su infancia y su adolescencia. Fue el primero de los tres que escribió. Pese a que años después se instaló en Boulder, un pueblo perteneciente a Colorado, nunca dejó de viajar ni de escribir. En 1988 publicó Trainsong, sin traducción al castellano, y en el momento de su muerte había terminado de escribir su tercer título, Parrot Fever, sobre la muerte de su madre en 1991, y que se publicaría a título póstumo. 
En sus últimos años, además, Jan se dedicó a luchar para que tener el reconocimiento de heredera de Jack Kerouac. Al morir su padre, todas sus posesiones pasaron a la madre de este, Gabrielle, quien posteriormente los legaría a la que fue la tercera y última esposa del escritor, Stella Sampas. En su poder se encontraban los cuadernos, pergaminos y rollos con los manuscritos del escritor beat, entre ellos el rollo original donde escribiría On the road. Para cuando la resolución a los litigios llegó a su fin, Jan había fallecido hacía trece años. 

### Muerte
Jan Kerouac murió a los 44 años, el 5 de junio de 1996, en Alburquerque, Nuevo México, tras una operación de bazo que le había sido practicada el día anterior. Según las necrológicas, la salud de la escritora estaba gravemente deteriorada debido a la vida que había llevado. Durante sus últimos cinco años de vida Jan Kerouac había estado sufriendo insuficiencia renal y sometiéndose a tratamientos de diálisis.

## Reivindicación de su figura
Si bien es cierto que Jan Kerouac no pertenece a la generación beat como tal, a menudo su figura se enmarca en ella, debido a su parentesco con uno de los autores principales de la generación. Pese a ello, y a que poco a poco se va conociendo textos escritos por las mujeres que también integraron esta generación como Hettie Jones, Diane Di Prima o Joyce Johnson, la figura de Jan Kerouac continúa siendo una de las más olvidadas. 
Tan solo uno de sus libros ha sido traducido al castellano y ninguno de sus textos aparece en las antologías de mujeres de la generación beat. 

## Libros publicados
- Baby driver (1981)
- Trainsong (1988)
- Parrot Fever: Excerpts from a Novel (1994)